# Sporophila lineola
El semillero overo (Sporophila lineola), también denominado  corbatita overo (en Argentina y Paraguay), espiguero bigotudo (en Colombia, Venezuela y Costa Rica) o espiguero lineado (en Ecuador, Perú y Panamá), es una especie de ave paseriforme de la familia Thraupidae perteneciente al numeroso género Sporophila. Es nativo de América del Sur.

## Distribución y hábitat
Es un residente reproductivo en el noreste de Brasil (Maranhão y Piauí al este hasta Río Grande do Norte y Alagoas), y al sur de la cuenca amazónica en el sureste de Bolivia (Tarija, Chuquisaca y Santa Cruz), Paraguay, norte de Argentina (al sur hasta Tucumán, Santiago del Estero y norte de Santa Fe; también en Misiones) y sureste de  Brasil (centro de Mato Grosso do Sul al este hasta el norte de Río de Janeiro, al sur hasta el centro de São Paulo; posiblemente también en Paraná, Santa Catarina y Río Grande do Sul). Como visitante no reproductivo migra hacia el norte de Sudamérica llegando hasta el este de Colombia, Venezuela, Guyana, Surinam y Guayana Francesa, también hasta el este de Ecuador, este de Perú y la mayor parte de Brasil; probablemente sea regular en Tobago. Registrado como vagante accidental en Panamá y Costa Rica; y en diciembre de 2011 un registro fotográfico en el norte de Chile a la sorprendente altitud de 4250 m.
Esta especie es considerada localmente bastante común en sus hábitats reproductivos: los bosques secos del chaco y de la caatinga, bosques áridos y otros parches de bosques, tanto en áreas abiertas con pastizales como en áreas adyacentes a bosques arbustivos y crecimientos secundarios. En el período no reproductivo en sabanas abiertas con pastizales, claros arbustivos y áreas semiabiertas con pastos altos, generalmente cerca de agua. Hasta los 500 m de altitud, como migrante hasta los 1500 m.

## Características
Mide aproximadamente 11 cm de longitud. El macho es de color negro por la cabeza (excepto la frente y las mejillas que son blancas), partes de las alas, garganta y cola, el pecho y el abdomen son de color blanco. La hembra y los ejemplares jóvenes son de un color beige por todo el cuerpo, mientras que el abdomen es un poco más claro. Como otras especies de su género, las hembras y juveniles son indistinguibles.

## Alimentación
Se alimenta especialmente de semillas.

## Sistemática

### Descripción original
La especie S. lineola fue descrita por primera vez por el naturalista sueco Carlos Linneo en 1758 bajo el nombre científico Loxia lineola; su localidad tipo es: «Asia, errado; enmendado para Surinam y después para Bahía, Brasil».

### Etimología
El nombre genérico femenino Sporophila es una combinación de las palabras del griego «sporos»: semilla, y  «philos»: amante; y el nombre de la especie «lineola» del latín, diminutivo de «linea»: pequeña línea.

### Taxonomía
Es monotípica. Los datos presentados por los amplios estudios filogenéticos recientes demostraron que la presente especie es basal a todo el resto del género Sporophila.